# Chemins de Fer de Corse
Chemins de Fer de Corse, CFC, är namnet på det företag som trafikerar järnvägarna på Korsika. Företaget ägs av SNCF och grundades 1983. Järnvägsnätet är 231,4 kilometer långt och består av två smalspåriga linjer; en 
157,4 kilometer lång huvudlinje från Ajaccio, via Corte till Bastia och en 74 kilometer lång bibana från Calvi, via L'Île-Rousse till Ponte-Leccia. Järnvägen har 32 tunlar och 51 broar och viadukter.

## Historik

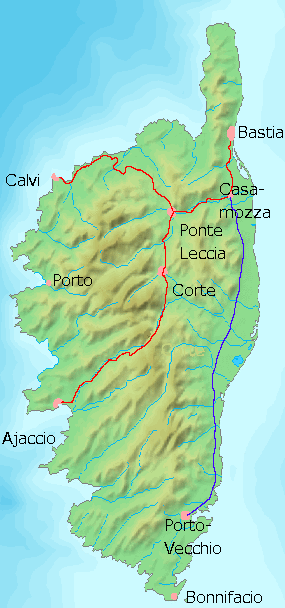
Ursprunglig linjekarta.

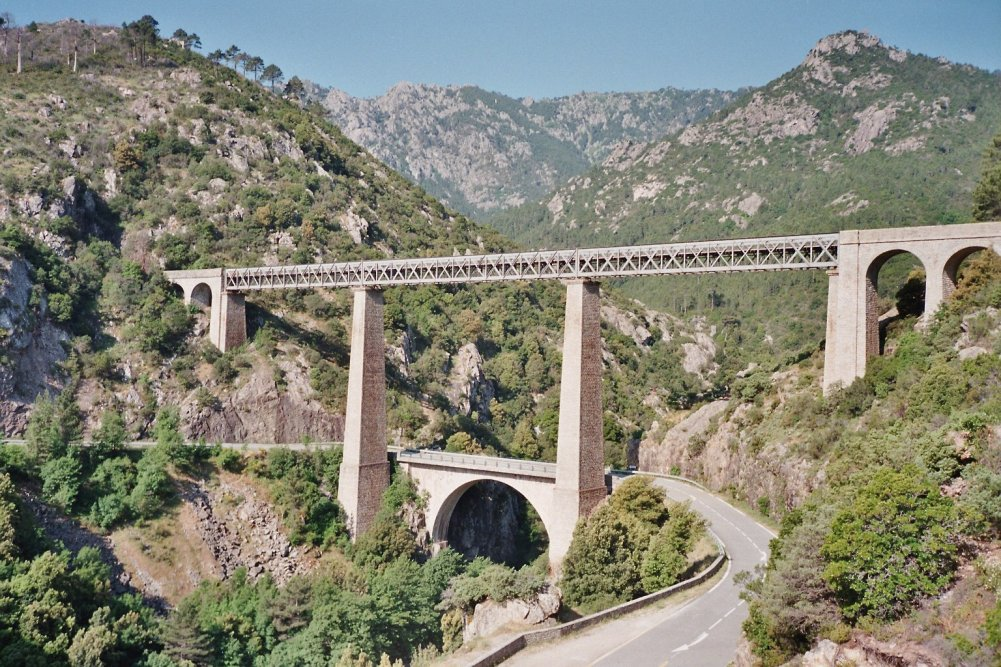
Viadukten vid Vecchio.

Frankrikes parlament godkände byggandet av järnvägen i juni 1878 och arbetet började i december samma år. Tio år senare kunde sträckan mellan Bastia och Corte invigas. Banan till Calvi var klar 1890 och 1894 var sträckan till Ajaccio klar. Längs ostkusten byggdes en linje som nådde fram till Ghisonaccia 1888 och Porto-Vecchio 1935. Den  planerade sträckan till Bonifacio byggdes aldrig. Under andra världskriget förstördes den östra linjen av tyskarna och byggdes aldrig upp igen.
Järnvägen drevs först av det lokala järnvägsbolaget Compagnie des Chemins de fer Départementaux (CFD) och från 1945 av vägverket. År 1955 hotades linjen till Calvi av stängning och 1959 ville man lägga ner järnvägen helt men det stoppades av protester från lokalbefolkningen. Efter flera försök med andra ägare togs bolaget slutligen över av SNCF.

## Rullande materiel

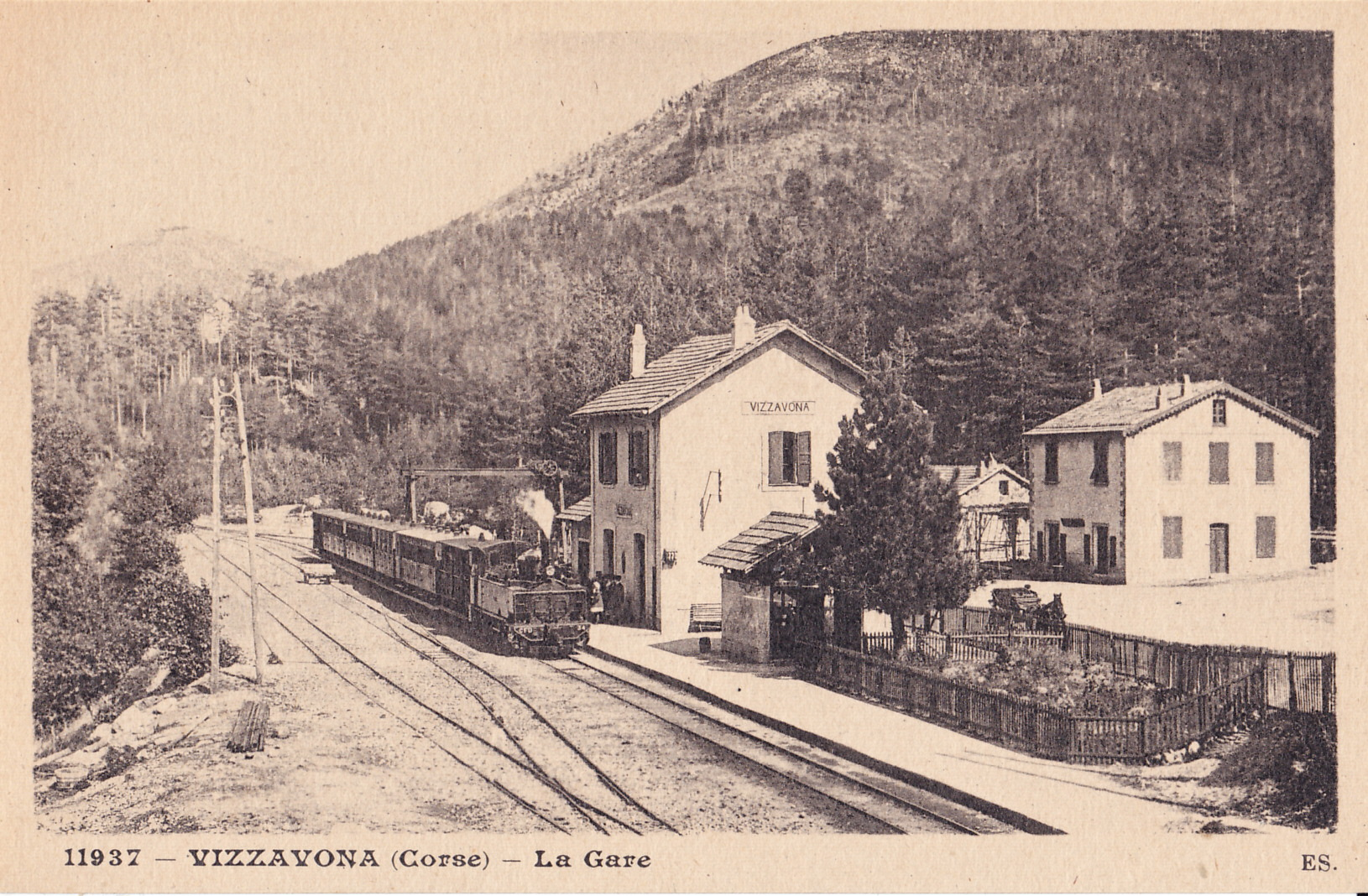
Ånglok på stationen i Vizzavona, ca 1900.

I början drogs alla tåg av ånglok men efter andra världskriget skaffade man motorvagnar från Renault. 
De har givit upphov till järnvägens smeknamn TGV (Train à Grande Vibration) på grund av den skakiga färden.
I samband med upprustningen av järnvägen från 2002 till 2013  inköptes nya tåg av typen AGM 800 med två vagnar och 104 sittplatser. Det första levererades år 2007 och efter två års provkörningar togs tågen i drift. Redan två år senare togs de dock ur drift på grund av slitage. 

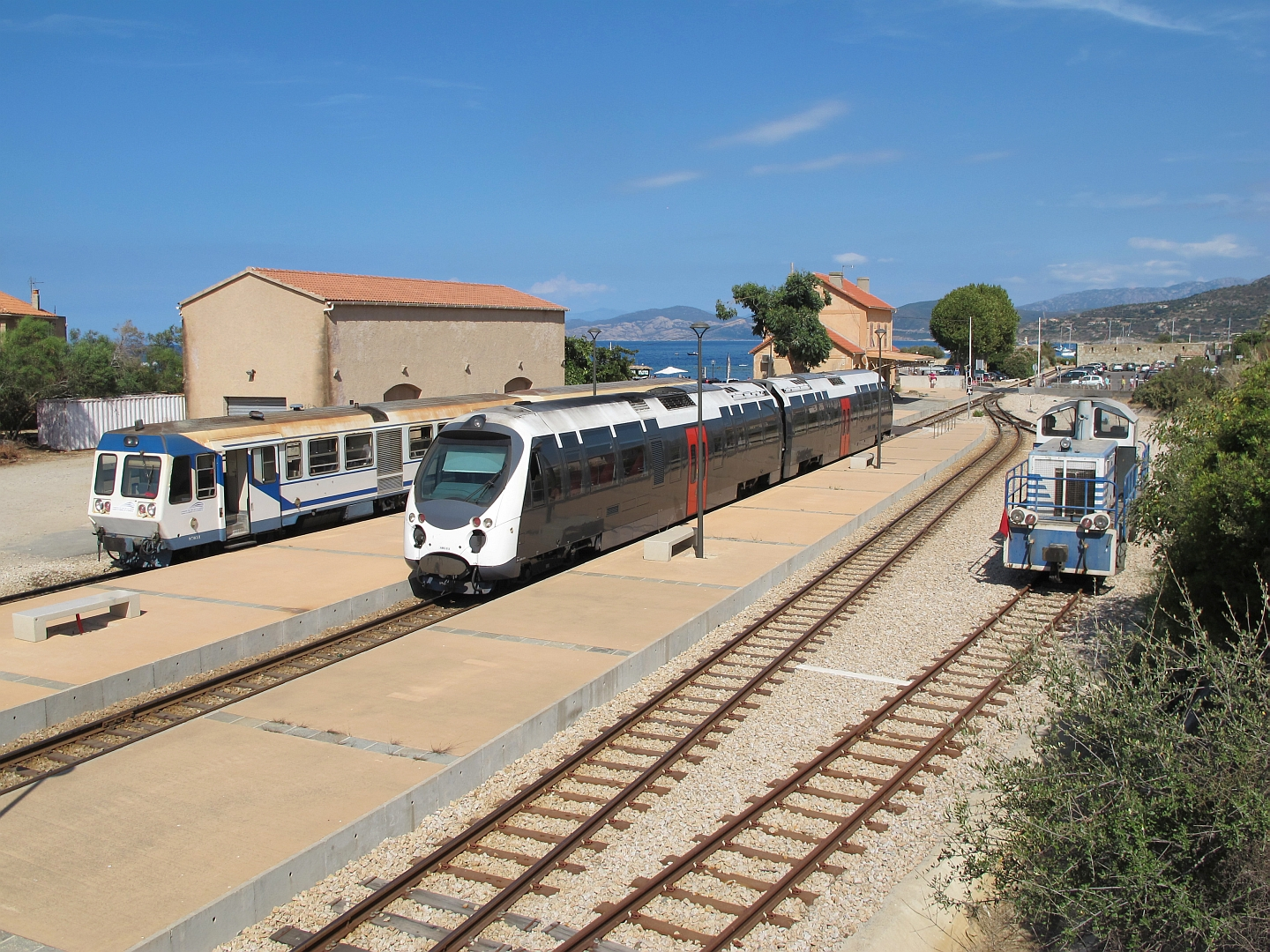
Tåg på stationen i L'Île-Rousse, 2015.

Idag (2018) förfogar man över 12 tåg med två vagnar av typ AMG 800  och två motorvagnar av typ SNCF 97050 från Soulé med vardera tre personvagnar.

## Galleri

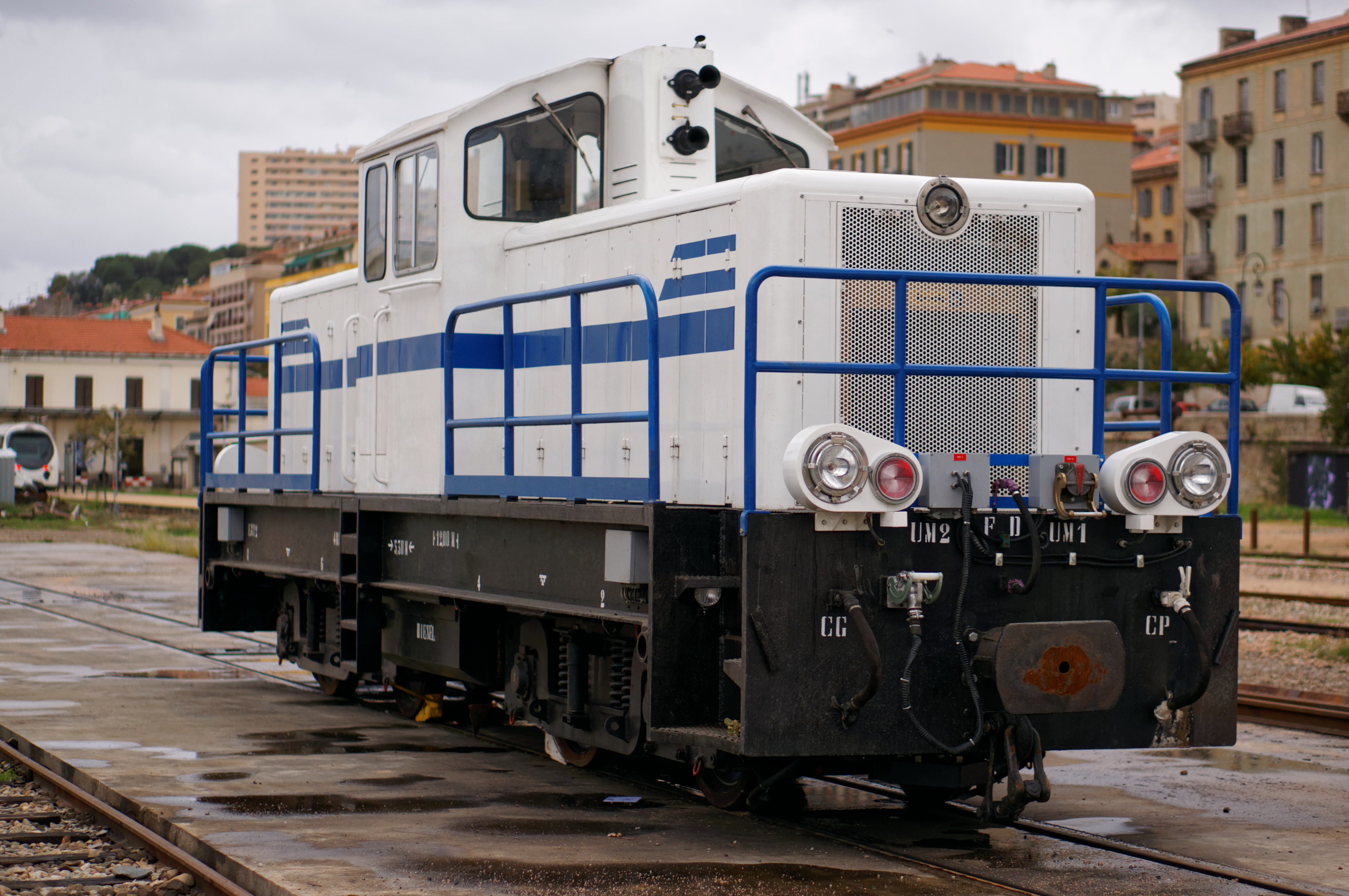
Diesellok, 2015.
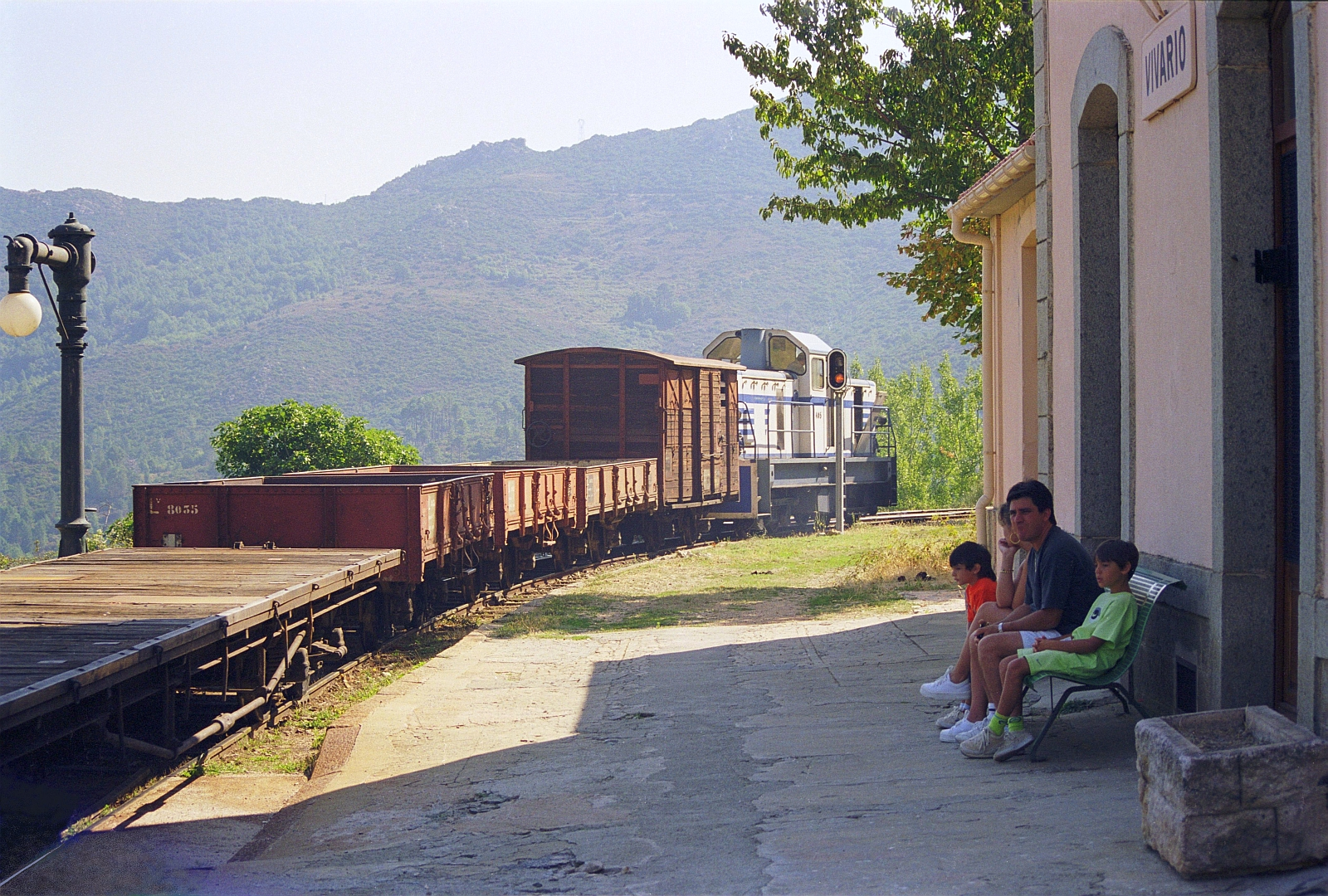
Godståg.
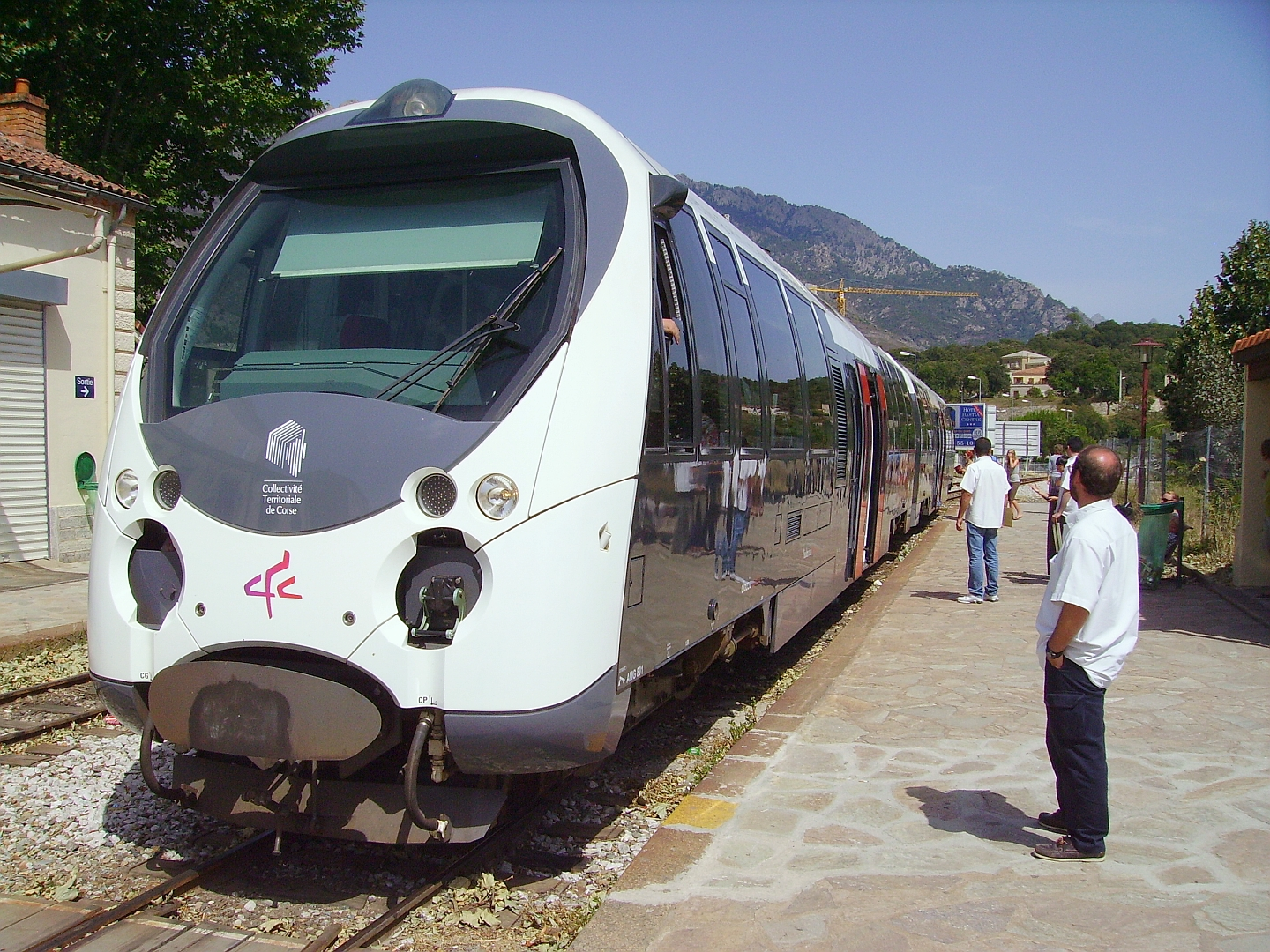
Modernt tåg av typ CFD Bagnères AMG 800.